# 최대 동압점
최대 동압점(maximum dynamic pressure) 또는 최대 q(max q, 맥스 q)는 항공우주 비행체의 대기 비행이 유체동역학 전체 압력과 주변 정압 간의 최대 차이에 도달하는 지점이다. 비행기의 경우 이는 비행 범위의 최소 고도 코너에서 최대 속도로 발생한다. 우주선 발사의 경우 이는 속도에 따라 증가하는 동압과 고도가 증가함에 따라 감소하는 정압 사이의 교차점에서 발생한다. 이는 항공우주 비행체의 중요한 설계 요소이다. 비행체에 가해지는 공기역학적 구조적 하중은 동압에 비례하기 때문이다.

## 로켓 발사
지상에서 우주선을 발사할 때의 동압은 다음과 같다.
- 이륙 시 0, 공기 밀도 ρ는 높지만 우주선 속도 v = 0인 경우;
- 속도 v가 높지만 공기 밀도 ρ = 0인 대기 외부에서는 0이다.
- 관련 수량을 고려할 때 항상 음수가 아니다.

발사 중에는 우주선 속도가 증가하지만 우주선이 상승함에 따라 공기 밀도가 감소한다. 따라서 롤의 정리에 따르면 동압력이 최대가 되는 지점이 있다.
즉, 최대 q에 도달하기 전에 속도 증가로 인한 동압 증가는 공기 밀도 감소로 인한 동압 감소보다 커서 선박에 작용하는 순 동압(반대 운동 에너지)이 계속 증가한다. 최대 q를 통과한 후에는 그 반대가 된다. 항공기에 작용하는 순 동압력은 속도가 증가함에 따라 증가하는 것보다 고도에 따라 공기 밀도가 감소함에 따라 더 빠르게 감소하며 공기 밀도가 0이 되면 궁극적으로 0에 도달한다.
이 값은 우주선이 견뎌야 하는 구조적 하중을 결정하는 제약 조건 중 하나이기 때문에 중요하다. 많은 우주선의 경우 최대 속도로 발사하면 공기역학적 힘이 견딜 수 있는 것보다 더 높아진다. 이러한 이유로 최대 q에 접근하기 전에 스로틀링을 낮추었다가 나중에 다시 위로 올려 속도를 줄이고 비행 중에 직면하게 되는 최대 동압점을 낮추는 경우가 많다.

## 같이 보기
- 프란틀-글로어트 특이점
- 이상기체 법칙